# Banque S. Bleichröder
La banque S. Bleichröder était une banque privée allemande.

## Histoire
En 1803, Samuel Bleichröder (de) fonde dans Rosenthaler Straße à Berlin-Mitte un établissement de lettre de change. Dès le début des années 1830, Samuel Bleichröder devient le correspondant privilégié de Berlin pour les différentes banques Rothschild en Europe.
En 1855, son fils Gerson von Bleichröder poursuit son activité, notamment lorsque son frère Julius Bleichröder (de) démissionne en 1860 et fonde sa propre banque. En raison des meilleurs contacts avec le chancelier Otto von Bismarck, la banque devient un important financier de la Prusse. Il est un membre important du Consortium prussien et obtient de l'argent sur les emprunts d'État pour la guerre austro-prussienne, arrange avec d'autres banques, notamment la banque Mendelssohn, le règlement des paiements des indemnités françaises après la guerre franco-allemande de 1870 et finance la nationalisation des chemins de fer prussiens.
Jusqu'aux années 1880, la banque est avec la banque Hirsch l'investisseur allemand le plus important de l'Empire ottoman. Bien que Hirsch et Bleichroder soient rapidement remplacés par des groupes tels que Siemens et Deutsche Bank sur des grands projets stratégiques, tels que le chemin de fer Berlin-Bagdad, Bleichröder est de 1908 à 1918 l'un des plus importants donateurs du quotidien germanophone stambouliote Osmanischer Lloyd, fondé par Friedrich Schrader (de) et dirigé de facto par lui pendant de nombreuses années.
Après la mort de Gerson en 1893, son beau-frère Julius Leopold Schwabach (de), associé depuis 1870, devient le directeur de la banque. À côté de lui se trouvent les trois fils du défunt, Hans von Bleichröder (depuis 1881), Georg von Bleichröder (de) (depuis 1887) et James von Bleichröder (de) (depuis 1893) parmi les partenaires. En 1896, le fils de Julius Leopold Schwabach Paul (de) entre dans la banque. De bons contacts à l'étranger et à Guillaume II en font un représentant important de la haute finance allemande.
Après la Première Guerre mondiale, l'importance de la banque Bleichröder diminue considérablement. La Grande Dépression et la crise bancaire allemande (de) entraînent des pertes importantes. En 1931, la banque Gebrüder Arnhold (de) devient un partenaire de la banque S. Bleichröder.
Le boycott antisémite et les lois raciales causent des pertes massives de clients et de dépôts après 1933. Une partie de l'activité est poursuivie en 1937 sous le nom de Arnhold et S. Bleichroeder, Inc. à New York. En 1937, le siège de Berlin est aryanisé. La banque allemande est transférée à Dresdner Bank et à Hardy & Co. (de) le 18 février 1938. En mars 1939, les banques S. Bleichröder et Gebrüder Arnhold sont liquidées.